# Rodovia radial

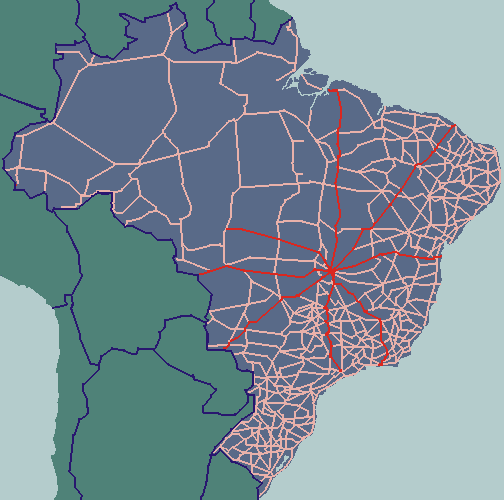
Rodovias Radiais do Brasil destacadas em vermelho.

Rodovia Radial é a denominação que recebem as rodovias federais do Brasil que partem de Brasília em direção às extremidades do país.

## Rodovias federais radiais
O Sistema Viário Nacional classifica as rodovias federais do Brasil em 5 tipos, sendo um deles o radial. As rodovias federais radiais são aquelas que têm sua origem na rodovia DF-001 (também conhecida como Via EPCT ou Anel Viário de Brasília) e rumam em direção aos extremos do país.
Pelas regras de nomenclaturas das rodovias federais, as rodovias radiais são identificadas pelo primeiro dígito "0", e os outros dois variam entre 10 e 90, sempre nos múltiplos de dez e no sentido horário. O sentido de quilometragem começa na DF-001 (Via EPCT), sendo o quilômetro zero de cada estado no ponto da rodovia mais próximo à capital federal.

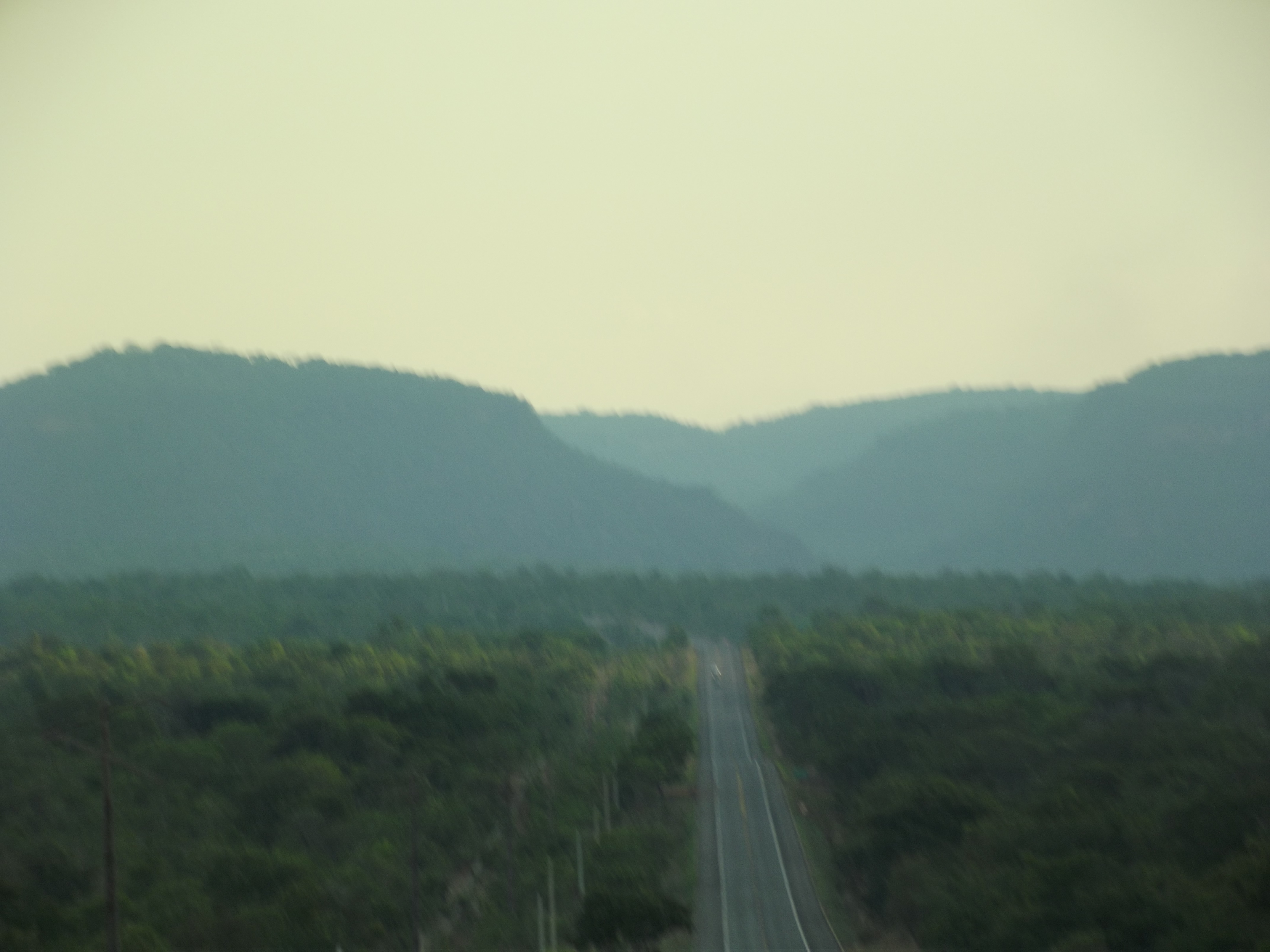
Rodovia BR-010 na altura do Parque Nacional da Chapada das Mesas, no Maranhão

Foram planejadas 9 rodovias federais radiais, sendo que uma delas ainda não foi construída:
| Identificação | Sentido   | Extremidade        | Extensão   |
| ------------- | --------- | ------------------ | ---------- |
| BR-010        | norte     | Belém, PA          | 1 954,1 km |
| BR-020        | nordeste  | Fortaleza, CE      | 2 038,5 km |
| BR-030        | leste     | Maraú, BA          | 703,7 km   |
| BR-040        | sudeste   | Rio de Janeiro, RJ | 1 139,3 km |
| BR-050        | sul       | Santos, SP         | 1 025,9 km |
| BR-060        | sudoeste  | Bela Vista, MS     | 1 329,3 km |
| BR-070        | oeste     | Cáceres, MT        | 1 317,7 km |
| BR-080        | noroeste  | Uruaçu, GO         | 227,9 km   |
| BR-090        | (projeto) | (projeto)          | (projeto)  |